# Tuhaj-bej
Tuhaj-bej (krymskotat. Toğay bey, ukr. Тугай-бей, ros. Тугай-бей), właściwie Arğın Doğan Toğay bey (ur. ok. 1601, zm. w czerwcu 1651) – przywódca polityczny i wojskowy Tatarów krymskich.

## Życiorys
Pochodził z rodziny Arğınów o znaczącej pozycji. Po raz pierwszy wzmiankowany w źródłach w 1642, gdy był jeszcze mirzą. Tytuł beja uzyskał wraz z urzędem szefa administracji sandżaku Or Qapı (dziś Perekop).
Pod Ochmatowem 30 stycznia 1644 wziął udział w nieszczęsnej dla Tatarów bitwie z wojskami koronnymi, w której stracił ok. 4 tysięcy ludzi.
Godność beja utracił podczas buntu arystokratów przeciw chanowi. Odzyskał ją po objęciu przez Sefera Gazi agę urzędu wezyra (listopad 1647). Został zaufanym współpracownikiem chana Islama III Gireja, który w liście do cara w marcu 1648 domagał się soboli dla Tugaj beja, bliskiego sługi swojego, co noc i dzień przy jego (chana) boku, na usługach jego zostaje.
W 1648 wziął udział w powstaniu Chmielnickiego po stronie powstańców przeciw Rzeczypospolitej, prowadząc armię ocenianą na od 6 do 20 tysięcy żołnierzy.
Według Pamiętnika... Mikołaja Jemiołowskiego (żołnierza lekkiej chorągwi, ziemianina województwa bełskiego), opisującego dzieje Polski od roku 1648 do 1679, Tuhaj-bej padł w potyczce pod Zamościem. Jednak badacze podają, że tatarski wódz zginął pod Beresteczkiem.

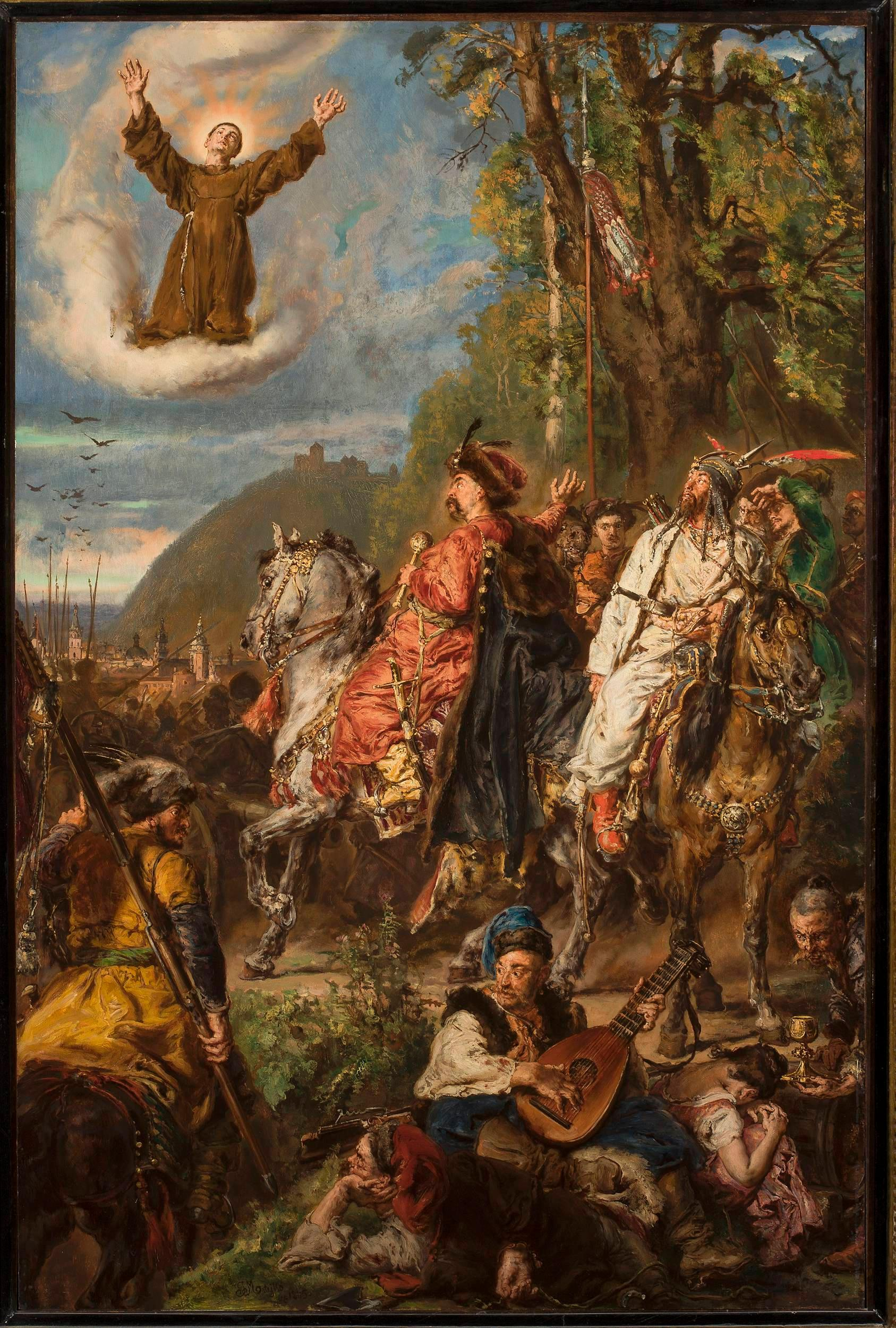
Jan Matejko, Bohdan Chmielnicki z Tuhaj-Bejem pod Lwowem, 1885

## Tuhaj-bej w kulturze
- Jego postać pojawia się w literaturze i filmografii. Upamiętniony został w Ogniem i mieczem Henryka Sienkiewicza i ekranizacji tej powieści; w filmie jego postać gra Daniel Olbrychski, który w Panu Wołodyjowskim i kręconym równolegle serialu telewizyjnym Przygody pana Michała wcielił się w Azję Tuhajbejowicza, syna Tuhaj-beja[6].
- W Muzeum Narodowym w Warszawie znajduje się obraz Jana Matejki pt. Bohdan Chmielnicki z Tuhaj-bejem pod Lwowem (1885)[7].